# 東光寮
東光寮（とうこうりょう）とは、東京都府中市にあった戦災孤児収容施設。
赤松女学校の錬成道場（林間学校）の一部として府中刑務所北側の栗林の中に開設された。
開設当初は男子17名、女子3名、合計20名が入居した。いずれも1945年3月10日東京大空襲で罹災した本所区（現：墨田区）内の学童。
訓導1名を学寮長としてこれに寮母2名、作業婦2名を置き、学童と起居を共にした。学童は府中国民学校（現：府中市立府中第一小学校）に通学した。

## 沿革
- 1945年11月19日 - 東京市北多摩郡府中町に設立される。
- 1946年3月1日 - 全国巡幸中の昭和天皇が訪問した。
- 1948年8月 - 北多摩郡東久留米村の小山児童学園（旧：大円寺寮）に統合され、廃止となった[2]。

赤松女学校は1946年3月に私立東光高等女学校となり、新設中学校を経て1948年には府中市立赤松高等学校、1965年4月、東京都立府中高等学校となった。